# Śluza (powiat kościerski)
Śluza (dodatkowa nazwa w j. kaszub. Slëżô; niem. Schlusa) – wieś na Pojezierzu Kaszubskim w Polsce położona w województwie pomorskim, w powiecie kościerskim, w gminie Lipusz.
| SIMC    | Nazwa | Rodzaj |
| ------- | ----- | ------ |
| 0166396 | Rzym  | osada  |

Wieś położona nad jeziorem Wieckim, w którym, według miejscowej legendy, pod głazem w kształcie trumny spoczywa Władysław Jagiełło. Głaz ten leży 50 m od brzegu i wystaje ponad poziom wody.
W Śluzie znajdowała się do września 1939 strażnica Straży Granicznej.
W latach 1975–1998 miejscowość administracyjnie należała do województwa gdańskiego.